# بندة (دهوك)
بِنْدَة (بالكردية: بنده‌) ويقال أيضا بِنْدَا (بندا) قرية في محافظة دهوك من كردستان العراق. وهي تابعة لناحية مانكيش وناحية زاويتة،[تناقض] وتقع بالقرب من قرية كوفلي. 